# Solar Dynamics Observatory

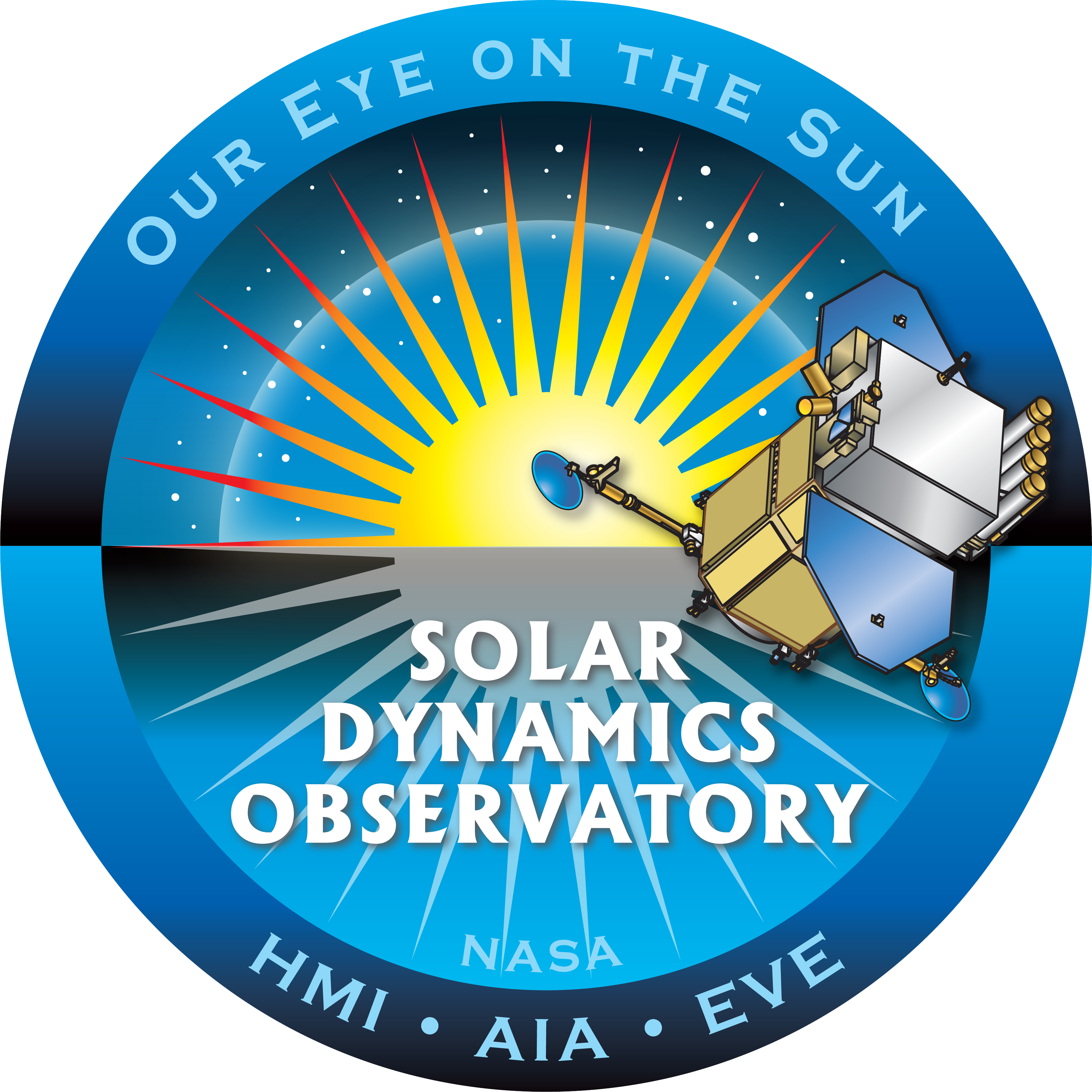
Missionsemblem

Das Solar Dynamics Observatory (SDO) ist eine am 11. Februar 2010 gestartete NASA-Mission zur Erforschung der dynamischen Vorgänge der Sonne, die unter dem LWS-Programm (von engl. Living With a Star) entwickelt wird. SDO wird die Messungen der Sonde SOHO fortführen. Die Kosten einschließlich der ersten 5 Jahre der Mission betragen etwa 856 Millionen Dollar.

## Start und Missionsdauer
Der SDO-Satellit wurde im Goddard Space Flight Center der NASA gebaut. Der Starttermin des SDO konnte durch die Startverschiebung des MSL vom 2009er in das 2011er Mars-Startfenster vorgezogen werden, da das SDO die Position des MSL im Startkalender für 2009 übernehmen konnte. Der Start war ursprünglich für den 10. Februar 2010 geplant, wurde jedoch aufgrund starker Winde um 24 Stunden verschoben.
Der Start erfolgte am 11. Februar 2010 um 10:23 Uhr (Ortszeit).
Als Trägerrakete kam eine Atlas-V zum Einsatz, die den Satelliten von Cape Canaveral in eine geostationäre Transferbahn befördert hat. SDO hat sich von dort mit Hilfe seines eigenen Triebwerks durch elf Schubmanöver in eine geosynchrone Umlaufbahn mit einer Bahnneigung von 28,5° manövriert, die es am 16. März 2010 erreichte. Die Mission hat eine Mindestdauer von fünf Jahren und drei Monaten, jedoch wird genügend Treibstoff für eine zehnjährige Mission mitgeführt. 
Am 21. April 2010 wurden die First-Light-Aufnahmen veröffentlicht.
Im November 2022 war der Satellit immer noch aktiv.
Jedoch führte am 26. November 2024 der Bruch einer Kühlwasserleitung im Serverzentrum des Systems an der Stanford University zu einer monatelangen Unterbrechung der Datenverarbeitung.

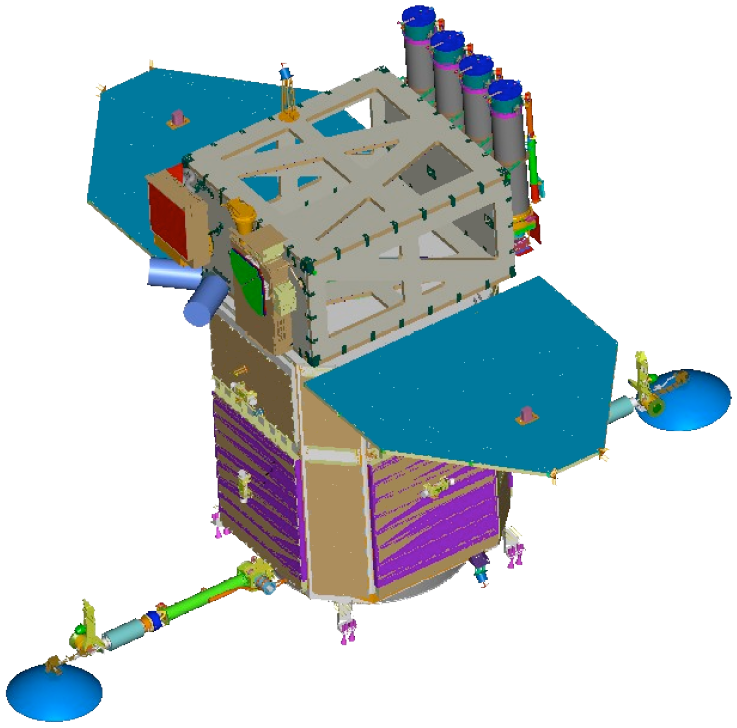
Solar Dynamics Observatory
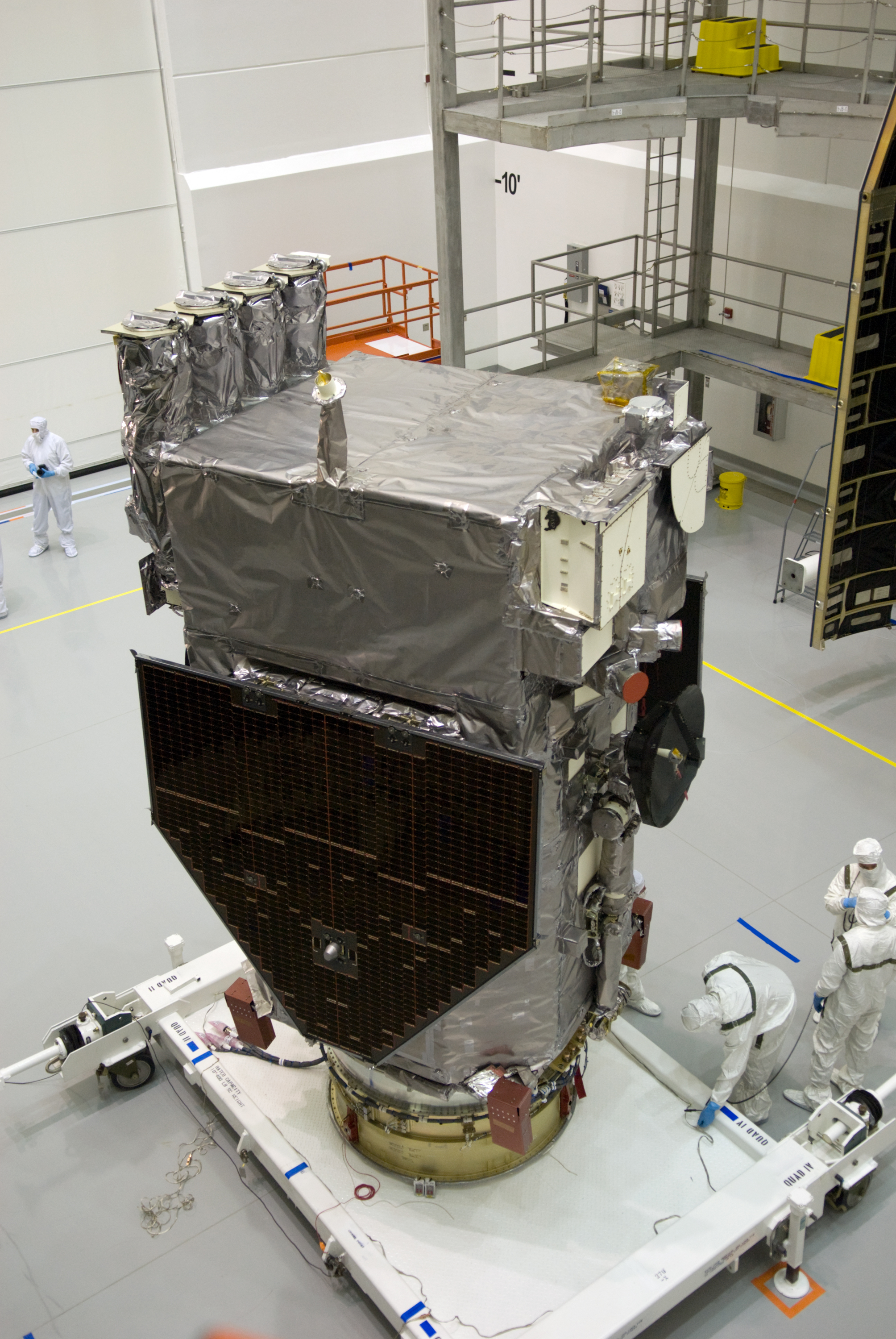
Das SDO in der Montagehalle
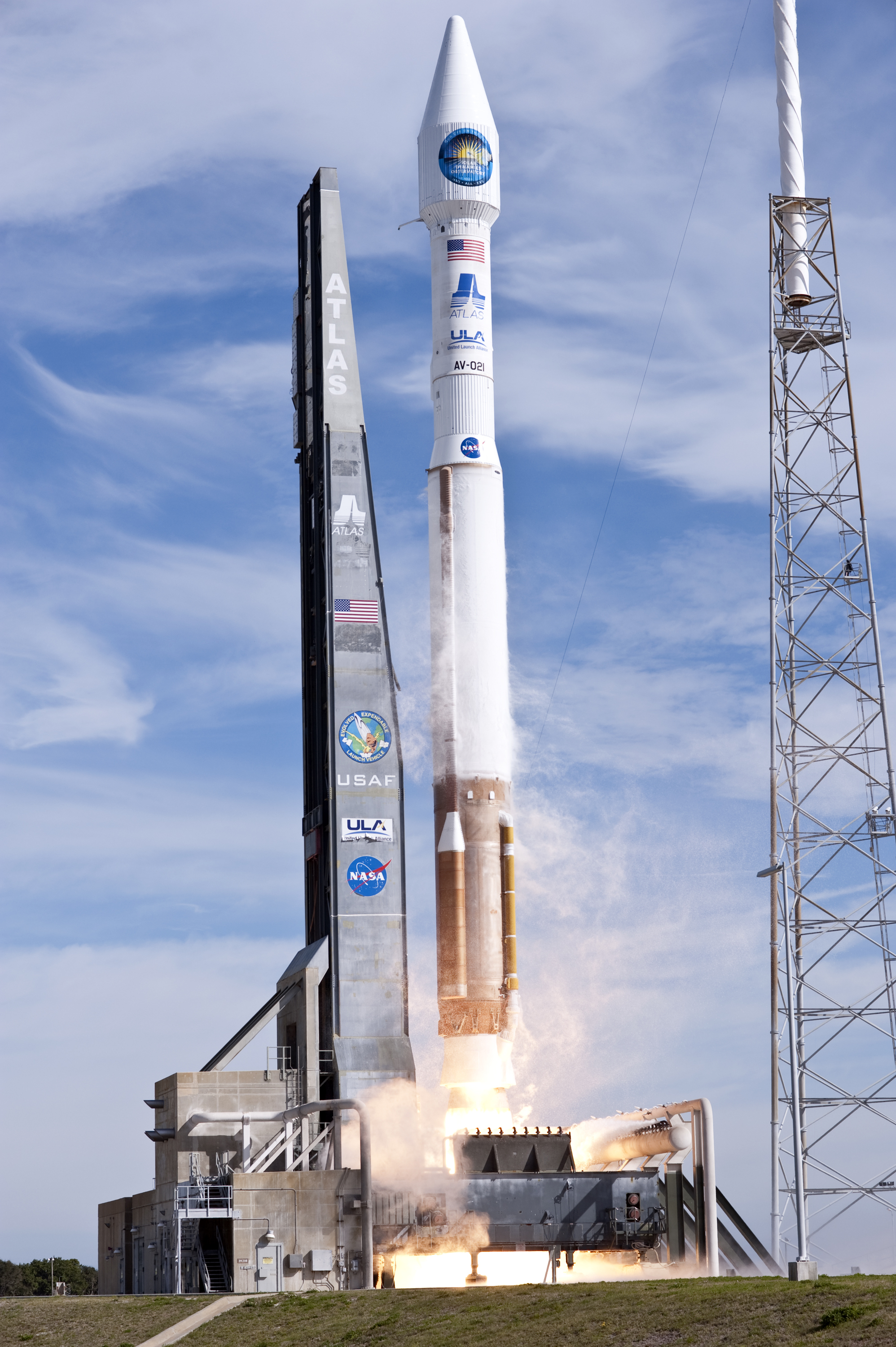
Das SDO startete mit einer Atlas-V-Rakete am 11. Februar 2010

## Aufbau
SDO ist ein drei-Achsen-stabilisierter Satellit von 2,2 × 2,2 × 4,5 m Größe, der als Ganzes mit Instrumenten und Solarpaneelen direkt auf die Sonne ausgerichtet wird. Er besitzt ein Apogäumstriebwerk zum Einschuss in die geosynchrone Umlaufbahn sowie verschiedene kleine Lageregelungstriebwerke. Die Startmasse beträgt 3100 kg, davon entfallen 1400 kg auf den mitgeführten Treibstoff und 270 kg auf die wissenschaftliche Nutzlast. Die Solarpaneele mit einer Fläche von 6,6 m² und einer Spannweite von 6,5 m produzieren 1450 Watt Leistung.

### Wissenschaftliche Instrumentierung

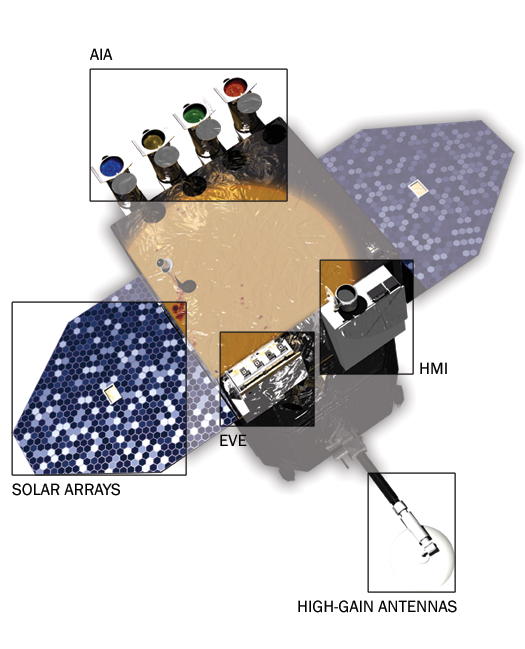
Die Komponenten des SDO-Satelliten

SDO hat folgende drei Instrumente an Bord:
- Extreme Ultraviolet Variability Experiment (EVE): Das vom Laboratory for Atmospheric and Space Physics entwickelte EVE dient zur Messung der solaren extrem-ultravioletten Strahlung (EUV) im Bereich von 0,1–105 nm mit bisher nicht erreichter Genauigkeit der Spektralauflösung (besser als 0,1 nm) bei gleichzeitiger hoher zeitlicher Auflösung (alle 10 s ein Bild).
- Helioseismic and Magnetic Imager (HMI): Der von der Stanford University entwickelte Helioseismic and Magnetic Imager (HMI) ermöglicht Messungen der solaren Veränderlichkeit sowie verschiedener Komponenten der solaren magnetischen Aktivität.
- Atmospheric Imaging Assembly (AIA): Die vom Lockheed Martin Solar and Astrophysics Laboratory entwickelte Atmospheric Imaging Assembly (AIA) ermöglicht Abbildungen der vollen Sonnenscheibe in neun verschiedenen Wellenlängenbereichen im ultravioletten (UV) und extrem-ultravioletten (EUV) Frequenzbereich, sowie einem im sichtbaren Bereich mit hoher zeitlicher und räumlicher Auflösung. Das mit vier Kameras ausgerüstete AIA macht dabei alle 10 s ein Bild in HDTV-Auflösung in acht der zehn Frequenzbereiche und einer Auflösung von 725 km.

### Kommunikation
SDO wird die gemessenen wissenschaftlichen Daten über eine Hochgeschwindigkeitsfunkverbindung mit 130 Megabit pro Sekunde im Ka-Band bei 26 GHz übertragen, für die der Satellit zwei Antennen besitzt. Betriebsdaten werden über S-Band übermittelt. Eine speziell für die SDO-Mission gebaute Bodenstation auf der White Sands Missile Range mit zwei redundanten 18-Meter-Antennen wird die Daten empfangen. Der Datenstrom wird bis zu 300 Mbit/s, die durchschnittliche täglich erfasste Datenmenge wird etwa 1,5 Terabyte betragen.